# Maailma tarvitsee sankareita
Maailma Tarvitsee Sankareita je další (čtvrté) album kapely Teräsbetoni. Datum vydání je stanoveno na 24. listopadu 2010.
První singl bude Maailma Tarvitsee Sankareita.

## Seznam skladeb
- "Myrsky nousee" (The storm rises) 4:26
- "Metalliolut" (Metal beer) 3:33
- "Maailma tarvitsee sankareita" (The World needs heroes) 4:32
- "Jumalten usva" (Mist of the gods) 5:04
- "Mies" (Man) 3:32
- "Tunnemme sinut" (We know you) 3:09
- "Uudestisyntynyt" (Reborn) 4:51
- "Thanatos" (Thanatos) 3:59
- "Konstantinopoli" (Constantinople) 6:22
- "Eteenpäin" (Forward) 3:53
- "Gloria" (Gloria) 7:08

## Sestava
- Jarkko Ahola – hlavní zpěv, baskytara
- Arto Järvinen – kytara, zpěv
- Viljo Rantanen – kytara
- Jari Kuokkanen – bicí